# Miladina
Міладіна жовтковоколірна (Miladina lecithina) — вид грибів, що належить до монотипового роду  Miladina. 

## Опис
Апотеції чашоподібні скупчені, розміром 0,5 – 3 мм, пізніше плоскі. Гіменіальний шар гладенький, яскраво-оранжевий. Зовнішня поверхня стерильна, гладенька, без волосків по краю, оранжева.

## Поширення та середовище існування
Зустрічається в Україні.